# 阿蘭二世 (布列塔尼)
阿蘭二世（法語：Alain II de Bretagne，約900年—952年），布列塔尼公爵，938年至952年在位。

## 子女
1. 德羅貢
2. 奧爾一世（英语：Hoël I, Duke of Brittany）
3. 盖雷克